# Helena Bonham Carter
Helena Bonham Carter, angleška filmska, gledališka in televizijska igralka ter pevka, * 26. maj 1966, Golders Green, London, Anglija Združeno kraljestvo.
Svoj igralski prvenec, televizijsko upodobitev romana K. M. Peytona, A Pattern of Roses, je Helena Bonham Carter posnela tik preden je dobila glavno vlogo v svojem filmskem prvencu, Lady Jane (1986). Prepoznavna je po svojih vlogah v filmih Soba z razgledom (1985), Klub golih pesti (1999) in filmski seriji Harry Potter, posnela pa je tudi mnogo filmov, ki jih je režiral njen partner, Tim Burton, kot so Planet opic (2001), Velika riba (2003), Mrtva nevesta (2005), Čarli in tovarna čokolade (2005), Sweeney Todd: Hudičev brivec (2007) in Alica v Čudežni deželi (2010), z njim pa bo sodelovala tudi pri prihajajočem filmu Dark Shadows.
Helena Bonham Carter je bila za svoje delo dvakrat nominirana za oskarja, in sicer za svoja nastopa v filmih Krila golobice (1997) in Kraljev govor (2010). Poleg tega je prejela še šest nominacij za zlati globus, emmyja in nagradi BAFTA Award ter Screen Actors Guild Award.

## Zgodnje življenje in družina
Helena Bonham Carter se je rodila v londonskem predelu Golders Green. Njena mama, Elena (rojena Propper de Callejón), je psihoterapevtka. Njen oče, Raymond Bonham Carter, je bil trgovec in bankir, v šestdesetih pa je deloval kot vodja banke v Washingtonu, D.C.. Prihaja iz vplivne politične družine in je sin liberalnega politika sira Mauricea Bonhama Carterja ter priznane političarke in govornice Violet Bonham Carter. Pradedek Helene Bonham Carter, Herbert Henry Asquith, grof Oxfordski in Asquithški, je bil med letoma 1908 in 1916 britanski predsednik vlade. Je tudi pranečakinja njegovega sina, Anthony Asquith, legendarnega britanskega režiserja, ki je režiral klasične uspešnice, kot so Carrington V.C. in Pomembno se je imenovati Earnest. Njen dedek po materini strani, španski diplomat Eduardo Propper de Callejón, čigar oče je bil Jud, je med 2. svetovno vojno pred holokavstom obvaroval na tisoče Judov, zaradi česar so ga po vojni politiki počastili z raznimi nazivi. Kasneje je deloval na španski ambasadi v Washingtonu, D.C.
Babica Helene Bonham Carter po materini strani, Hélène Fould-Springer, je prihajala iz bogate judovske družine; bila je hčerka barona Eugènea Foulda-Springerja (francoskega bankirja, ki je bil potomec družine Ephrussi in dinastije Fould) in Marie Cecile von Springer (katere oče Baron Gustav von Springer je bil industrijski podjetnik iz Avstrije, njena mama pa je prihajala iz družine de Koenigswarter). Hélène Fould-Springer je po 2. svetovni vojni postala katoličanka. Njena sestra je bila francoska filantropistka Liliane de Rothschild (1916–2003) in žena barona Éliea de Rothschilda, člana slavne družine Rothschild (ki se je v 19. stoletju s porokami povezala tudi z družino Springer); njena druga sestra, Therese Fould-Springer, je mama britanskega pisca Davida Prycea-Jonesa.
Helena Bonham Carter ima dva brata, Edwarda in Thomasa, je pa tudi oddaljena sestrična igralca Crispina Bonhama-Carterja, ki je zaigral g. Bingleyja v BBC-jevi seriji Prevzetnost in pristranost leta 1995 ter političarke Jane Bonham Carter. Je tudi daljna sorodnica pisca romanov iz serije James Bond, Iana Fleminga in slavne angleške medicinske sestre Florence Nightingale. Člana njene razširjene družine sta tudi Lothian Bonham Carter, ki je igral za hampshirsko kriketsko moštvo in njegov sin, admiral Stuart Bonham Carter, ki je med obema svetovnima vojnama služil britanski kraljevi vojski in nazadnje prejel naziv viceadmirala.
Helena Bonham Carter se je šolala na srednji šoli South Hampstead, neodvisni dekliški šoli v Hampsteadu, London, kasneje pa na šoli Westminster, neodvisni šoli blizu westminsterske palače. Po končanem šolanju se je prijavila na kraljevi kolidž v Cambridgeu, vendar je niso sprejeli, in sicer ne zato, ker bi imela slabe ocene ali slabe rezultate testov, temveč zato, ker so se šolske oblasti bale, da bi sredi šolanja šolo zapustila in se osredotočila na svojo igralsko kariero.
Ko je bila Helena Bonham Carter stara pet let, je njena mama doživela resen živčni zlom, od katerega si je opomogla šele po treh letih. Po tej izkušnji je tudi sama želela pomagati ljudem s podobnimi težavami in postala je psihoterapevtka; sedaj ji Helena Bonham Carter plačuje, da bere njene scenarije in ji razloži svoje psihološko mnenje o vedenju njenega lika. Pet let po njenem okrevanju je njen oče zbolel za rakom; med operacijo, s katero so tumor skušali odstraniti, je prišlo do težav, zaradi česar je bil paraliziran in je bil preostanek svojega življenja prisiljen uporabljati invalidski voziček. Ker sta bila njena starejša brata na kolidžu, se je bila Helena Bonham Carter s težavami doma prisiljena spopadati sama. Kasneje je gibanja in navade svojega očeta preučevala za vlogo v filmu The Theory of Flight, ki ga je posnela leta 1998, le nekaj let pred smrtjo svojega očeta januarja 2004.

## Kariera
Helena Bonham Carter nikoli ni obiskovala nobenih učnih ur igranja. Leta 1979 je zmagala na državnem tekmovanju iz pisanja in denar, ki si ga je s tem prislužila, je porabila za vključitev v igralsko skupino Spotlight. Pri šestnajstih je posnela svojo prvo reklamo. Kasneje je dobila manjšo vlogo v televizijskem filmu A Pattern of Roses.
Njena prva pomembnejša filmska vloga je bila vloga dame Jane Grey, glavna vloga, v filmu Lady Jane (1986). Za njen nastop v tem filmu so ji kritiki dodelili mešane ocene. Svoj preboj je doživela z vlogo Lucy Honeychurch v filmu Soba z razgledom, ki so ga sicer posneli po filmu Lady Jane, a je izšel pred le-tem. Med letoma 1986 in 1987 je igrala simpatijo lika Dona Johnsona v televizijski seriji Miami Vice, kjer pa se je pojavila le v nekaj epizodah. Leta 1987 je ob Dirku Bogardeu zaigrala v televizijskem filmu The Vision in ob Stewartu Grangerju v filmu A Hazard of Hearts, za kratek čas pa se je pojavila tudi v filmu Maurice. Izbrali so jo tudi za vlogo Bess McNeill v filmu Lom valov, ki pa jo je zadnji hip zavrnila, po poročanju Rogerja Eberta predvsem zaradi »boleče psihične in fizične izpostavljenosti lika.« Nazadnje je Bess McNeill zaigrala Emily Watson, ki je bila za svoj nastop v filmu nazadnje nominirana za oskarja. Leta 1989 je zaigrala Chiaro Offreduccio v zgodovinskem filmu Francesco poleg Mickeyja Rourkea v glavni vlogi ter damo Minervo Munday v komediji Getting It Right, naslednjega leta pa je dobila vlogo Ofelije v filmski upodobitvi drame Williama Shakespearea, Hamlet. Med drugo sezono britanske komične serije Absolutely Fabulous je zaigrala hčerko Edine Monsoon (zaigrala jo je Jennifer Saunders), Saffron »Saffie« (med serijo so večkrat spremenili Saffiejin videz, tako da je nazadnje ustrezal fizičnim lastnostim Helene Bonham Carter). Druga sezona serije je izšla leta 1994.
Zaradi njenih zgodnjih vlog so Heleni Bonham Carter na začetku njene kariere mediji nadeli vzdevke, kot sta »kraljica steznika« in »angleška vrtnica,« saj so njeni liki v glavnem nastopali v zgodnjem dvajsetem stoletju ali še prej, njene filme pa je največkrat produciralo podjetje Merchant-Ivory Productions. Leta 1995 je pritegnila pozornost javnosti z vlogo Margaret MacNeil v filmu Margaret's Museum. Njen nastop v tem filmu so kritiki v glavnem hvalili; med drugim je prejela tudi nagrado Genie Award v kategoriji za »najboljši nastop igralke v glavni vlogi.« Leta 1996 je zaigrala Olivio v filmski različici Trevorja Nunna drame Williama Shakespearea, Dvanajsta noč. Istega leta je v televizijski seriji The Great War and the Shaping of the 20th Century upodobila britansko pisateljico in feministko Vero Brittain. To je do leta 2011, ko se je pojavila v seriji Life's Too Short, ostal njen zadnji pojav v televizijskih serijah. V tistem času je pozornost kritikov pritegnila s še dvema filmoma, in sicer filmom Howards End, za katerega je bila prvič nominirana za nagrado BAFTA Award, in filmom Fatal Deception: Mrs. Lee Harvey Oswald, za katerega je bila prvič nominirana za zlati globus. Za vrhunec njene zgodnje kariere velja film Krila golobice, v katerem je zaigrala čudaško Kate Croy. Film, izdan leta 1997, je prejemal veliko hvale s strani svetovno prizananih kritikov in Helena Bonham Carter je bila za svoj nastop v njem nominirana za oskarja, nagrado BAFTA Award in zlati globus.
Ob koncu devetdesetih in začetku 2000. let je Helena Bonham Carter začela pogosteje igrati tudi v filmih, ki niso imeli zgodovinske tematike. Med drugim se je pojavila v filmih, kot so kultni film Klub golih pesti (1999) ob Bradu Pittu in Edwardu Nortonu, komedija Women Talking Dirty ob Gini McKee in animiranih filmih Carnivale (2000) ter Wallace in Gromit: Prekletstvo Strahouhca (2005). Leta 2001 je zaigrala v filmu Planet opic, ki ga je režiral Tim Burton. Po tem filmu sta s Timom Burtonom pričela razmerje in sodelovala še večkrat; med drugim je zaigrala v njegovih filmih Velika riba (2003), Čarli in tovarna čokolade (2005), Mrtva nevesta (2005), Sweeney Todd: Hudičev brivec (2007) in nazadnje v filmu Alica v Čudežni deželi (2010).
Helena Bonham Carter tekoče govori francosko in leta 1996 je zaigrala v francoskem filmu Portraits chinois. Avgusta 2001 se je pojavila na naslovnici revije Maxim. Nato je zaigrala Anne Boleyn v miniseriji Henrik VIII; v seriji se je pojavljala bolj poredko, saj je bila takrat noseča s svojim prvim otrokom. Leta 2006 je bila članica žirije filmskega festivala v Cannesu; tistega leta so nagrado v kategoriji za »najboljši film« podelili filmu The Wind That Shakes the Barley.
Helena Bonham Carter je zaigrala Krasotilyo L'Ohol v filmih Harry Potter in Feniksov red (2007), Harry Potter in princ mešane krvi (2009), Harry Potter in svetinje smrti - 1. del (2010) in Harry Potter in svetinje smrti - 2. del (2011). Za svoj nastop v filmih so ji kritiki dodelili v glavnem pozitivne ocene, saj naj bi z vlogo »kar izžarevala svoj talent.« Zaigrala je tudi go. Lovett, zapeljivo pomočnico Sweeneyja Todda (Johnny Depp) v filmski upodobitvi Broadwayjskega muzikala Stephena Sondheima, Sweeney Todd: Hudičev brivec. Film je v Združenih državah Amerike izšel 21. decembra 2007, 25. januarja 2008 pa v Veliki Britaniji. Film je režiral Tim Burton, Helena Bonham Carter pa je bila za svoj nastop v filmu nominirana za zlati globus v kategoriji za »najboljšo igralko v glasbenem filmu ali komediji.« Za svoja nastopa v filmu Sweeney Todd: Hudičev brivec in Conversations With Other Women je bila leta 2007 nominirana za dve nagradi Evening Standard British Film Awards, leta 2009 pa je prejela nominacijo za nagrado Empire Award. Pojavila se je tudi v četrtem delu serije Terminator, naslovljeni Terminator: Odrešitev, kjer pa je imela manjšo, a osrednjo vlogo.
Maja 2006 je Helena Bonham Carter izdala svojo linijo oblačil, imenovano »The Pantaloonies,« pri čemer je sodelovala z oblikovalko kopalk Samantho Sage. Njuna prva kolekcija oblačil, »Bloomin' Bloomers,« je vključevala kamisole, kape in ženske športne hlače v viktorijanskem stilu. Trenutno delata na kolekciji kavbojk po meri znamke Pantaloonies, ki jo je Helena Bonham Carter opisala kot »nekoliko potepuško, a vseeno urejeno.«
Leta 2010 se je pridružila igralski zasedbi filma, ki ga je režiral njen mož, Alica v Čudežni deželi, kjer je zaigrala Rdečo kraljico.  Poleg nje so v filmu zaigrali še Johnny Depp, Anne Hathaway, Mia Wasikowska, Christopher Lee in Alan Rickman. Njena vloga je združevala dva lika, Srčno kraljico in Rdečo kraljico. Zgodaj leta 2009 jo je revija The Times imenovala za eno izmed desetih največjih britanskih igralk vseh časov, kamor so se uvrstile tudi Julie Andrews, Helen Mirren, Maggie Smith, Judi Dench in Audrey Hepburn.
Leta 2010 je Helena Bonham Carter zaigrala Elizabeto Bowes-Lyon v filmu Kraljev govor. Do januarja 2011 je bila za svojo vlogo v tem filmu nominirana za mnogo nagrad, med drugim tudi za nagrado BAFTA Award in oskarja v kategoriji za »najboljšo stransko igralko.« Prejela je svojo prvo nagrado BAFTA Award, oskarja pa je nazadnje dobila Melissa Leo za film The Fighter.
Helena Bonham Carter je podpisala pogodbo za igranje pisateljice Enid Blyton v BBC-jevem biografskem filmu Enid. To je prva filmska upodobitev njenega življenja, v njej pa sta poleg nje zaigrala še Matthew Macfadyen in Denis Lawson. Ob izidu so njen nastop v filmu izredno hvalili, Helena Bonham Carter pa je bila nominirana za nagrado BAFTA Award v kategoriji za »najboljšo igralko.« Leta 2010 je ob Freddieju Highmoreu in Nigelu Slaterju zaigrala v biografskem filmu Toast, ki so ga posneli v West Midlandsu, film pa se je premierno predvajal na berlinskem filmskem festivalu leta 2011. Dobila je tudi vlogo gdč. Havisham v filmski upodobitvi Mikea Newella romana Velika pričakovanja Charlesa Dickensa. Novembra 2011 je bila nagrajena z nagrado Britannia Award v kategoriji za »britanskega ustvarjalca leta.«
Sredi leta 2011 so poročali, da bo Helena Bonham Carter zaigrala v filmu Nesrečniki, kjer je dobila vlogo Madame Thénardier. To so uradno potrdili 8. septembra 2011.

## Zasebno življenje
Leta 1994 je Helena Bonham Carter na snemanju filma Frankenstein spoznala režiserja in igralca Kennetha Branagha, ki je film režiral in zaigral v njem. Pričela sta z razmerjem, ki je trajalo več kot pet let, do septembra 1999.
Leta 2001 je Helena Bonham Carter pričela z razmerjem z režiserjem Tima Burtona, ki ga je spoznala na snemanju filma Planet opic. Kasneje sta skupaj sodelovala še pri snemanju njegovih filmov Velika riba (2003), Mrtva nevesta (2005), Čarli in tovarna čokolade (2005), Sweeney Todd: Hudičev brivec (2007) in Alica v Čudežni deželi. Živita v Belsize Parku v Londonu, kjer imata vsak svojo hišo, saj potrebujeta svojo zasebnost, kljub temu pa živita precej blizu drug drugega in pravita, da sta v svojem zakonu še vedno srečna. Tim Burton je kupil hišo zraven tiste, ki jo je imela Helena Bonham Carter v lasti še preden sta se spoznala; kasneje sta hiši povezala.
4. oktobra 2003 je Helena Bonham Carter rodila njunega prvega otroka, dečka po imenu Billy Raymond Burton. Pri enainštiridesetih je 15. decembra 2007 v Central Londonu rodila še njunega drugega otroka, deklico Nell Burton. Pravi, da jo je poimenovala po vseh »Helenah« v njeni družini.
Avgusta 2008 so štirje njeni sorodniki umrli v južni Afriki v prometni nesreči v nekem safariju, zaradi česar je prej zapustila snemanje filma Terminator: Odrešitev in film posnela nekoliko kasneje.
Leta 2008 sta Helena Bonham Carter in Tim Burton svoje stanovanje v Združenih državah Amerike prodala za 8,75 milijona $. Zgodaj oktobra 2008 je Helena Bonham Carter potrdila, da je postala pokroviteljica dobrodelne organizacije Action Duchenne, ki podpira otroke z Duchennovo mišično distrofijo in njihove starše.
Helena Bonham Carter slovi po svojem nenavadnem okusu za modo, ki so ga pogosto opisovali kot »podlo eleganco.« Kljub njenemu pogosto kontroverznemu izboru oblačil jo je revija Vanity Fair leta 2010 vključila na svoj seznam najbolje oblečenih ljudi, leta 2011 pa so jo izbrali tudi za obraz jesensko-zimske oglaševalne kampanje Marca Jacobsa. Sama pravi, da sta na njen stil najbolj vplivali Vivienne Westwood in Marija Antoaneta.

## Filmografija

### Filmi
| Leto | Naslov                                              | Vloga                   | Opombe |
| ---- | --------------------------------------------------- | ----------------------- | --- |
| 1983 | A Pattern of Roses                                  | Netty Bellinger         | |
| 1985 | Soba z razgledom                                    | Lucy Honeychurch        | |
| 1986 | Lady Jane                                           | Jane Grey               | |
| 1987 | Maurice                                             | Gospa na tekmi kriketa  | Cameo pojav |
| 1987 | A Hazard of Hearts                                  | Serena Staverley        | |
| 1988 | The Mask                                            | Iris                    | |
| 1988 | Six Minutes with Ludwig                             | The Star                | |
| 1989 | Francesco                                           | Chiara Offreduccio      | |
| 1989 | Getting It Right                                    | Dama Minerva Munday     | |
| 1990 | Hamlet                                              | Ofelija                 | |
| 1990 | The Early Life of Beatrix Potter                    | Beatrix Potter          | |
| 1991 | Where Angels Fear to Tread                          | Caroline Abbott         | |
| 1991 | Brown Bear's Wedding                                | Beli medved (glas)      | |
| 1992 | Howards End                                         | Helen Schlegel          | Nominirana — BAFTA Award za najboljšo igralko v stranski vlogi |
| 1993 | Dancing Queen                                       | Pandora/Julie           | Alias Rik Mayall Presents Dancing Queen |
| 1994 | Frankenstein                                        | Elizabeth Frankenstein  | Nominirana — Saturn Award za najboljšo igralko |
| 1994 | Fatal Deception: Mrs. Lee Harvey Oswald             | Marina Oswald           | Nominirana — Zlati globus za najboljšo igralko - Miniserija ali televizijski film |
| 1994 | A Dark-Adapted Eye                                  | Faith Severn (odrasla)  | |
| 1994 | Butter                                              | Dorothy                 | |
| 1995 | Mogočna Afrodita                                    | Amanda Weinrib          | |
| 1995 | Margaret's Museum                                   | Margaret MacNeil        | Genie Award za najboljši nastop igralke v glavni vlogi Chlotrudis Award za najboljšo igralko (tudi za Krila golobice) Nagrada filmskega festivala Fantasporto za najboljšo igralko |
| 1995 | Jeremy Hardy Gives Good Sex                         | Ona (glas)              | |
| 1996 | Dvanajsta noč                                       | Olivia                  | |
| 1996 | Portraits chinois                                   | Ada                     | |
| 1997 | The Petticoat Expeditions                           | Pripovedovalka (glas)   | |
| 1997 | Keep the Aspidistra Flying                          | Rosemary                | Alias A Merry War |
| 1997 | Krila golobice                                      | Kate Croy               | Boston Society of Film Critics Award za najboljšo igralko Broadcast Film Critics Association Award za najboljšo igralko Chlotrudis Award za najboljšo igralko (tudi za Margaret's Museum) Dallas-Fort Worth Film Critics Association Award za najboljšo igralko Kansas City Film Critics Circle Award za najboljšo igralko Las Vegas Film Critics Society Award za najboljšo igralko London Film Critics Circle Award za britansko igralko leta Los Angeles Film Critics Association Award za najboljšo igralko National Board of Review Award za najboljšo igralko Society of Texas Film Critics Award za najboljšo igralko Southeastern Film Critics Association Award za najboljšo igralko Toronto Film Critics Association Award za najboljšo igralko Nominirana — Oskar za najboljšo igralko Nominirana — BAFTA Award za najboljšo igralko v glavni vlogi Nominirana — Chicago Film Critics Association Award za najboljšo igralko Nominirana — Zlati globus za najboljšo igralko - Filmska drama Nominirana — Online Film Critics Society Award za najboljšo igralko Nominirana — Satellite Award za najboljšo igralko - Filmska drama Nominirana — Screen Actors Guild Award za izstopajoči nastop ženske igralke v glavni vlogi |
| 1998 | Merlin                                              | Morgana le Fay          | Nominirana — Emmy za izstopajočo stransko igralko - Miniserija ali film Nominirana — Zlati globus za najboljšo stransko igralko - Serija, miniserija ali televizijski film |
| 1998 | Sweet Revenge                                       | Karen Knightly          | |
| 1998 | The Theory of Flight                                | Jane Thatchard          | Nominirana — Satellite Award za najboljšo igralko - Filmska drama |
| 1999 | Klub golih pesti                                    | Marla Singer            | Empire Award za najboljšo britansko igralko |
| 1999 | Women Talking Dirty                                 | Cora                    | |
| 1999 | The Nearly Complete and Utter History of Everything | Lily                    | |
| 2000 | Carnivale                                           | Milly (glas)            | |
| 2001 | Planet opic                                         | Ari                     | Nominirana — Empire Award za najboljšo britansko igralko Nominirana — Saturn Award za najboljšo stransko igralko |
| 2001 | Novocaine                                           | Susan Ivey              | |
| 2001 | Football                                            | Mama                    | |
| 2002 | The Heart of Me                                     | Dinah                   | Nominirana — British Independent Film Award za najboljšo igralko |
| 2002 | Live from Baghdad                                   | Ingrid Formanek         | Nominirana — Emmy Award za izstopajočo glavno igralko – Miniserija ali televizijski film Nominirana — Zlati globus za najboljšo igralko – Miniserija ali televizijski film |
| 2002 | Till Human Voices Wake Us                           | Ruby                    | |
| 2003 | Velika riba                                         | Jennifer Hill/Čarovnica | |
| 2003 | Henrik VIII                                         | Anne Boleyn             | Nagrada filmskega festivala Fantasporto Award za najboljšo igralko |
| 2004 | Lemony Snicket: Zaporedje nesrečnih dogodkov        | Beatrice Baudelaire     | Nepriznan cameo pojav |
| 2005 | Conversations with Other Women                      | Ženska                  | Evening Standard British Film Award za najboljšo igralko Nagrada mednarodnega filmskega festivala v Tokiu za najboljšo igralko |
| 2005 | Veličastnih 7                                       | Maggi Jackson           | |
| 2005 | Wallace in Gromit: Prekletstvo Strahouhca           | Dama Tottington (glas)  | Nominirana — Annie Award za najboljše glasovno igranje v animiranem filmu |
| 2005 | Mrtva nevesta                                       | Mrtva nevesta (glas)    | |
| 2005 | Čarli in tovarna čokolade                           | Ga. Bucket              | |
| 2006 | Sixty Six                                           | Esther Reubens          | |
| 2007 | Harry Potter in Feniksov red                        | Krasotilya L'Ohol       | Nominirana — Nagrada filmskega festivala Fantasporto za najboljšo igralko Nominirana — Scream Award za kraljico krikov |
| 2007 | Sweeney Todd: Hudičev brivec                        | Ga. Lovett              | Empire Award za najboljšo igralko Evening Standard British Film Award za najboljšo igralko Nominirana — Broadcast Film Critics Association Award za najboljšo igralsko zasedbo Nominirana — Zlati globus za najboljšo igralko – Glasbeni film ali komedija Nominirana — Italian Online Movie Award za najboljšo igralko v stranski vlogi Nominirana — London Film Critics Circle Award za britansko igralko leta Nominirana — National Movie Award za najboljši nastop – Ženski Nominirana — Saturn Award za najboljšo igralko Nominirana — Scream Award za najboljšo igralko v grozljivki ali seriji |
| 2009 | Harry Potter in princ mešane krvi                   | Krasotilya L'Ohol       | Scream Award za najboljšo igralsko zasedbo Nominirana — Scream Award za najboljšega zlobneža |
| 2009 | Terminator: Odrešitev                               | Dr. Serena Kogan        | Nominirana — Scream Award za najboljši cameo pojav |
| 2009 | Enid                                                | Enid Blyton             | Emmy za najboljši nastop ženske igralke Nominirana — BAFTA Award za najboljšo igralko Nominirana — Broadcasting Press Guild Award za najboljšo igralko |
| 2009 | Zverjasec                                           | Mati Squirrel (glas)    | |
| 2010 | Alica v Čudežni deželi                              | Rdeča kraljica          | Nominirana — Comedy Film Award za najboljšo stransko igralko Nominirana — London Film Critics' Circle Award za igralko v stranski vlogi leta Nominirana — MTV Movie Award za najboljšega zlobneža Nominirana — National Movie Award za nastop leta |
| 2010 | Harry Potter in svetinje smrti - 1. del             | Krasotilya L'Ohol       | |
| 2010 | Kraljev govor                                       | Kraljica Elizabeta      | American Film Institute Award - Nagrada za leto odličnosti BAFTA Award za najboljšo igralko v stranski vlogi British Independent Film Award za najboljšo stransko igralko British Independent Film Award - Nagrada Richarda Harrisa Nagrada hollywoodskega filmskega festivala za najboljšo stransko igralko Italian Online Movie Award za najboljšo igralko v stranski vlogi Nagrada mednarodnega filmskega festivala v Santa Barbari za najboljšo igralsko zasedbo Screen Actors Guild Award za izstopajoči nastop igralske zasedbe v filmu Nominirana — Oskar za najboljšo stransko igralko Nominirana — Alliance of Women Film Journalists Award za najboljšo igralsko zasedbo Nominirana — Alliance of Women Film Journalists Award za najboljšo stransko igralko Nominirana — Broadcast Film Critics Association Award za najboljšo igralsko zasedbo Nominirana — Broadcast Film Critics Association Award za najboljšo stransko igralko Nominirana — Chicago Film Critics Association Award za najboljšo stransko igralko Nominirana — Dallas-Fort Worth Film Critics Association Award za najboljšo stransko igralko Nominirana — Denver Film Critics Society Award za najboljšo stransko igralko Nominirana — Detroit Film Critics Society Award za najboljšo stransko igralko Nominirana — Empire Award za najboljšo stransko igralko Nominirana — Zlati globus za najboljšo stransko igralko - Film Nominirana — Houston Film Critics Society Award za najboljšo stransko igralko Nominirana — Iowa Film Critics Award za najboljšo stransko igralko Nominirana — London Film Critics Circle Award za britansko igralko leta Nominirana — National Movie Award za nastop leta Nominirana — North Texas Film Critics Association Award za najboljšo stransko igralko Nominirana — Phoenix Film Critics Society Award za najboljšo igralsko zasedbo Nominirana — Phoenix Film Critics Society Award za najboljšo igralko v stranski vlogi Nominirana — Screen Actors Guild Award za izstopajoči nastop ženske igralke v glavni vlogi Nominirana — St. Louis Gateway Film Critics Association Award za najboljšo stransko igralko Nominirana — Washington D.C. Area Film Critics Association Award za najboljšo stransko igralko |
| 2010 | Toast                                               | Joan Potter             | Nominirana — Broadcasting Press Guild Award za najboljšo igralko |
| 2011 | Harry Potter in svetinje smrti - 2. del             | Krasotilya L'Ohol       | Nominirana — IGN Movie Award za najboljšo igralsko zasedbo Nominirana — Scream Award za najboljšo igralsko zasedbo Še nepoznano - People's Choice Award za najljubšo igralsko zasedbo |
| 2012 | Dark Shadows                                        | Dr. Julia Hoffman       | V snemanju |
| 2012 | Nesrečniki                                          | Mme. Thénardier         | |

### Televizija
| Leto | Naslov                                            | Vloga             | Opombe |
| ---- | ------------------------------------------------- | ----------------- | --- |
| 1987 | Miami Vice                                        | Dr. Theresa Lyons | Več gostovalnih pojavov - »Duty and Honor« - »Theresa« |
| 1987 | Screen Two                                        | Jo Marriner       | Epizoda: »The Vision« |
| 1989 | Theatre Night                                     | Raina Petkoff     | Epizoda: »Arms and the Man« |
| 1991 | Jackanory                                         | Reader            | Več gostovalnih pojavov - »The Way to Sattin Shore: Part 1« - »The Way to Sattin Shore: Part 2« - »The Way to Sattin Shore: Part 3« - »The Way to Sattin Shore: Part 4« - »The Way to Sattin Shore: Part 5« |
| 1994 | Absolutely Fabulous                               | Dream Saffron     | Epizoda: »Hospital« |
| 1994 | The Good Sex Guide                                | Ona               | Epizoda: »Epizoda #2.1« |
| 1996 | The Great War and the Shaping of the 20th Century | Vera Brittain     | Več gostovalnih pojavov - »Slaughter« - »Explosion« |
| 2011 | Life's Too Short                                  | Ona               | Cameo |

### Radio in gledališče
| Leto | Naslov                         | Vloga                       | Opombe                                                 |
| ---- | ------------------------------ | --------------------------- | ------------------------------------------------------ |
| 1985 | The Reluctant Debutante        | Nepoznano                   | Izvajano na radiu BBC Radio 4                          |
| 1987 | Vihar                          | Nepoznano                   | Izvajano v gledališču Oxford Playhouse                 |
| 1988 | The Woman in White             | Laura Fairlie               | Izvajano v gledališču Greenwich, London                |
| 1989 | The Happiest of All Princesses | Nepoznano                   | Izvajano na radiu BBC Radio 4                          |
| 1989 | The Chalk Garden               | Nepoznano                   | Izvajano v gledališču Windsor/Yvonne Arnaud, Guildford |
| 1991 | The House of Bernarda Alba     | Magdalena                   | Izvajano v gledališču Nottingham Playhouse             |
| 1992 | The Barber of Seville          | Rosina                      | Izvajano v gledališču Palace, Watford                  |
| 1992 | Trelawney of the Wells         | Imogen Parrot               | Izvajano v komičnem teatru, London                     |
| 1993 | The Secret Garden              | Pripovedovalka              | Igra Frances Burnett                                   |
| 1993 | The Whales' Song               | Pripovedovalka              | Igra Dyana Sheldona                                    |
| 1994 | The Seagull                    | Nina Mikhailovna Zarechnaya | Izvajano na radiu Radio 4                              |
| 1994 | A Dog So Small                 | Pripovedovalka              | Igra Philippe Pearce                                   |
| 1994 | The Way to Sattin Shore        | Pripovedovalka              | Igra Philippe Pearce                                   |
| 1995 | Song of Love                   | Nepoznano                   | Izvajano na radiu BBC Radio 4                          |
| 1995 | Remember Me                    | Pripovedovalka              |                                                        |
| 1996 | I Capture the Castle           | Rose                        | Izvajano na radiu BBC Radio 4                          |
| 1997 | A House by the Sea             | Nepoznano                   | Izvajano na radiu BBC Radio 4                          |
| 1997 | Dnevnik Ane Frank              | Pripovedovalka              |                                                        |
| 1998 | Lantern Slides                 | Violet Bonham Carter        | Izvajano na radiu BBC Radio 4                          |
| 2000 | As You Like It                 | Rosalind                    | Izvajano na radiu BBC Radio 4                          |
| 2004 | The Rubenstein Kiss            | Nepoznano                   |                                                        |
| 2010 | Private Lives                  | Amanda                      | Izvedeno na radiu BBC Radio 4                          |